# Rewa (Stadt)
Rewa (Hindi: रीवा, Rīvā [ˈriːʋɑː]; auch Rewah) ist eine Stadt im indischen Bundesstaat Madhya Pradesh mit rund 235.000 Einwohnern (Volkszählung 2011). Sie liegt in der Region Baghelkhand im Nordosten Madhya Pradeshs. Die Stadt wurde um 1400 von Baghel Rajputs (Kriegerkaste) gegründet. Die Stadt ist Verwaltungssitz des Distriktes Rewa und war ab 1597 die Hauptstadt des Fürstenstaates Rewa, von 1871 bis 1931 die Hauptstadt der Baghelkhand Agency und von 1948 bis 1956 von Vindhya Pradesh. Rewa liegt ca. 130 Kilometer südlich von Prayagraj. Der Name stammt vom Fluss Narmada ab, der auch Rewa genannt wird.
Rewa ist von Wald umgeben, der für seine Tigerpopulation bekannt ist, das Tigerschutzgebiet von Bandhavgarh befindet sich hier. Zusammen mit Kanha Kisli soll der Bandhavgarh-Wald als Kulisse für Rudyard Kiplings Das Dschungelbuch gedient haben. Die meisten der heute in Gefangenschaft lebenden weißen Tiger sind Nachkommen eines weißen Tigerjungen das 1950 hier gefangen wurde.

## Wirtschaft
Rewa ist per Straße mit anderen Städten verbunden und ist ein Handelszentrum für Mauersteine, Getreide und Holz. Das Weben von Kleidung und die Holzschnitzerei sind wichtige Industrien der Stadt.
Zudem gibt es in der Region viel Kalkstein und Kohle, was es zu einem Zentrum der Zementindustrie macht. In der Nähe gibt es unter anderem Zementfabriken von JAYPEE in Bela, Naubasta und Bhagwar. Die JAYPEE-Gruppe hat in Rewa auch eine eigene Wohnsiedlung für Mitarbeiter bekannt als „Jaypee Nagar“.
Asiens größte Zementfabrik, betrieben von Prism Cement, befindet sich in der Nähe Rewas in Sajjanpur.
Zahlreiche Unternehmen der Birla-Gruppe wie Vindhya Tele Links und Birla Ericson befinden sich in Rewa.

## Verkehr
Zug: Rewa ist durch die 50 km lange Strecke mit der Stadt Satna verbunden. Satna liegt wiederum an der Strecke Mumbai-Haora, die auch in Prayagraj Halt macht.
Straße: Rewa liegt an Indiens längster Landstraße der NH 7 von Varanasi nach Kanyakumari über Mirzapur, Katni, Jabalpur, Nagpur, Hyderabad, Bengaluru. Die NH 27 nach Prayagraj und die NH 75 von Ranchi nach Gwalior verlaufen durch die Stadt.
Flugverkehr: Der nächstgelegenen Flughäfen sind in Khajuraho und in Prayagraj.